# Sempre più Dalida
Sempre più Dalida è una raccolta della cantante franco-italiana Dalida pubblicata nel 1975 e ristampata poi nel 1976.
Si tratta del suo ultimo LP in italiano.
Questo album viene pubblicato in due versioni: la prima nel 1975 da Ariston e la seconda nel 1976 da Sonopresse, ma nessuno dei due avrà un grosso riscontro di pubblico.
Uscito sulla scia del grosso successo francese J’attendrai che Dalida inciderà anche in italiano (tentando un rilancio nella sua terra d'origine), in questo album la cantante presenta il suo nuovo repertorio con brani come Col tempo e La colpa è tua che segnano un allontanamento dalla Dalida che il pubblico italiano ricordava (quella di Dan Dan Dan o Bang bang); sono pezzi con testo firmato da autori importanti e caratterizzati da un'interpretazione intensa e suggestiva. Il disco contiene canzoni tradotte da originali brani francesi come Giustina e Tua moglie.
La canzone Credo nell'amore nella ristampa dell'album del 1976 venne sostituita dal brano Tornerai, che fu presentato da Dalida in versione disco e in alcune trasmissioni TV. 

## Tracce
Lato A
1. Gigi l'amoroso (versione in italiano)
2. Tua moglie (versione in italiano di Ta femme)
3. C'è gente che incontri per strada (versione in italiano di Des gens qu'on aimerait connaître)
4. La colpa è tua
5. Per non vivere soli (versione in italiano di Pour ne pas vivre seul)

Lato B
1. 18 anni (versione in italiano di Il venait d'avoir 18 ans)
2. Manuel (versione in italiano)
3. Giustina
4. Lei, lei
5. Col tempo (versione in italiano di Avec le temps)
6. Credo nell'amore (sostituito, nella ristampa del 1976, con il brano Tornerai)